# La Tragédie des Brigades Internationales
Pour plus de détails, voir Fiche technique et Distribution.
La Tragédie des Brigades internationales est un documentaire français réalisé par Patrick Rotman diffusé en 2016 sur Arte.

## Synopsis
(novembre 2016).
Patrick Rotman propose un classique documentaire historique sur les trente-cinq mille volontaires étrangers des Brigades internationales engagés aux côtés de la République espagnole.
Le film composé exclusivement d'images d'époque, souvent rares, parfois inédites et en couleurs, suit au plus près le déroulement chronologique de la guerre d'Espagne (1936-1939) : du soulèvement nationaliste des 17 et 18 juillet 1936 à la retirada en passant par la révolution sociale et les journées de mai 1937 à Barcelone.
L'engagement des artistes et des intellectuels aux côtés de la République est particulièrement mis en lumière, ainsi des photographes Gerda Taro, Henri Cartier-Bresson ou Robert Capa, des écrivains comme John Dos Passos, George Orwell, Saint-Exupéry, Ernest Hemingway ou André Malraux qui y recueillent matière à un ou plusieurs romans, en plus de leurs articles publiés dans la presse internationale.

## Sources
- David Doucet, « Les Inrocks - Patrick Rotman : “La guerre d’Espagne est un conflit aux multiples imbrications” », Les Inrocks,‎ 18 octobre 2016 (lire en ligne).
- Michel Lefebvre, « TV : un documentaire sur « La Tragédie des Brigades internationales » », Le Monde.fr,‎ 25 octobre 2016 (ISSN 1950-6244, lire en ligne).
- Marie Cailletet, « Regardez “La Tragédie des brigades internationales”, épopée de la résistance à Franco », Télérama,‎ 25 octobre 2016 (lire en ligne).
- Sylvie Veran, « Ne ratez pas : "La tragédie des brigades internationales" », Teleobs,‎ 25 octobre 2016 (lire en ligne).
- Vincent Ostria, « Guerre d'Espagne : l'histoire tragique des brigades internationales contée par Patrick Rotman », Les Inrocks,‎ 23 octobre 2016 (lire en ligne).